# معركة اليامون
معركة اليامون وقعت في 3 آذار عام 1938 بين قوات الثورة الفلسطينية الكبرى وقوات الاستعمار الإنجليزي، وتُعدّ من أكبر معارك ثورة فلسطين 1936.

## خلفية المعركة
تقع بلدة اليامون على بعد 9 كم شمال شرقي جنين، وكان يتولى قيادة منطقة نابلس-جنين عند حدوث المعركة الشيخ عطية عوض أحد رفاق الشيخ عز الدين القسام، وكان قد نجح الشيخ عطية في وقت سابق، على رأس أربعة فصائل من الثوار، على تطويق مدينة جنين من جميع جهاتها، ونجح في الإغارة على مراكز الشرطة والجيش البريطاني فيها، والاستيلاء على كل ما فيها من ذخيرة وبنادق. وقام فصيل من قواته بمهاجمة قوات الجيش المتمركزة في نابلس، ونصب فصيل آخر كميناً للدوريات العسكرية على طريق نابلس – جنين. وعلى أثر هذه المعارك الناجحة للثوار وصلت معلومات على تواجد الثوار في بلدة اليامون فأصدر البريغادير ايفتس قائد اللواء السادس عشر البريطاني أوامر لقواته بإعداد 3000 جندي إنجليزي منهم 1000 ضابط شرطة و13 طائرةً حربيّة والتوجه إلى منطقة جنين وتمشيطها، خاصة بعد شق الكثير من الطرق في الجبال لتسهيل حركة القوات.
أدرك الشيخ عطية أن القوات الإنجليزية ستقوم بعملية انتقاميّةٍ، فقام بالتحضيرات اللازمة من استطلاعات ودراسة للموقف واحتلال مراكز مشرفة على نقاط الاحتكاك والتصادم المحتملة مع الجيش البريطاني، فوزع قواته بحيث احتل فريق من الثوار مواقع في رابا (قرية تقع عل بعد 12 كم جنوبي شرق جنين) واحتل فريق آخر رؤوس الجبال من كفردان (قرية تقع على بعد 8 كم غربي جنين) إلى اليامون.

## سير المعركة
بعد أن فرضت القوات البريطانية حصارًا على الثوار يمتد من جبل اسكندر حتى قرية اليامون، شنت الهجوم على الثوار الفلسطينيين في 3 آذار 1938 بالتزامن مع موعد صلاة الجمعة لمباغتة الثوار (قرابة العاشرة صباحًا)، إلا أن الاستعدادات التي أُعدّت مسبقًا من قِبل الثوار في سيطرتهم على رؤوس الجبال من قرية كفردان حتى قرية اليامون استطاعت التصدي للهجوم.
دارت المعركة بين 300 ثائر فلسطيني بقيادة الشيخ عطية أحمد عوض والقائد فرحان السعدي بتعاون مع الحاج احمد ناصر (أبو رسمي) والقائد يوسف أبو درة وكامل الحاج حسنين من قرية صانور واحمد الزكزوك من قرية الجديدة ورشيد حافظ من قرية طوباس، مقابل القوات البريطانية التي تعدّ 3000 جندي، من ضمنها: وحدة من ست سيارات عسكرية تنقل الجنود، ومدرعتين جاءتا من جهة قرية سيلة الحارثية. استمرت حتى حلول الظلام حين استطاع الثوار فتح ثغرة في الطوق ومن ثم الانسحاب. وقد اشترك في المعركة نحو ثلاثة آلاف جندي بريطاني، بالإضافة إلى مفرزة من قوات الحدود الأردنية، وتسع طائرات استدعيت بعد 15 دقيقة من بداية الاشتباك.
قد حاولت القيادة البريطانية خلال هذه المعركة مفاجأة الثوار والقضاء على قيادة الثورة في المنطقة باستدراج أكبر عدد من المناضلين المقاتلين والقوات المحلية. ولكن الثوار استطاعوا الصمود على جبهة طولها كيلومتران واجهوا بها المدفعية الثقيلة والطائرات التي أدت دوراً فعالاً في تلك المنطقة الجبلية الوعرة.
ومن المقاتلين البارزين على الجانب الفلسطيني كان المجاهد الشيخ محمد عبد العزيز قائد فصيل سلواد، والمجاهد سعد محمد عيسى من قرية إجزم، والمجاهد كامل الحاج حسين قائد فصيل صانور وفيصل النابلسي أحد المستشارين من نابلس.

## نتائج المعركة
اعترفت القوات البريطانية بجرح ضابط ومقتل جندي وجرح آخرين وإصابة خمس طائرات إصابات طفيفة، وادعت استشهاد 60 ثائراً وأسر 16 آخرين. أما الثوار الفلسطينيون فقد أعلنوا من جانبهم استشهاد تسعة منهم كان أحدهم قائد المعركة الشيخ عطية نفسه، بالإضافة إلى أكثر من ثلاثين مناضلاً من النجدات العربية التي التحقت بموقع المعركة من القرى المجاورة ليصل عدد الشهداء بالمحصلة ل39 شهيدًا، وأحصوا مقتل وجرح أكثر من 70 بريطانيًا.
أظهر الثوّار الفلسطينيون أيضاً براعة فائقة في حرية الحركة والتخلص من الطرق، وبالتالي الحفاظ على قواتهم من أجل معارك قادمة. عُرفت معركة اليامون كإحدى أكبر معارك ثورة فلسطين 1936 التي استطاع بواسطتها الثوار تكبيد الجيش البريطاني خسائر فادحة بامكانيات بسيطة.